# Гусинобродская (станция метро)
«Гусинобродская» — планируемая станция Дзержинской линии Новосибирского метрополитена. Расположена между действующей станцией «Золотая Нива» и планируемой «Волочаевской».

## История
На основании Постановления Совета Министров СССР от 30 марта 1981 года № 312 институтом «Новосибирскметропроект» разработана и утверждена Правительством откорректированная Генеральная схема развития метрополитена, по которой метрополитен состоит из пяти линий общей протяжённостью 91,4 км.
Также в 1980-е годы была утверждена «Программа развития метрополитена до 2015 года», которая предполагала, что к этому сроку появятся:
- по Дзержинской линии — «Гусинобродская» (построенная как «Золотая Нива»), затем следующая за ней «Доватора».
- по Ленинской линии — «Площадь Станиславского».

Однако из-за нехватки денежных средств данная программа долгое время не выполнялась. С августа 2011 года станция является приоритетной в дальнейшем развитии Новосибирского метрополитена. В 2013 году планировалось начать работы по проходке тоннелей от «Золотой Нивы» к перспективной станции. Также с 2013 года переносится вещевой рынок, в районе которого будет расположена новая станция.

### Проект
Первоначально по проекту по завершении работ по станции «Площадь Станиславского» должны были приступить к возведению станции с проектным названием «Гусинобродская». ТЭО этого участка продления Дзержинской линии было утверждено в 1993 году. Проектируемый участок проекта включает в себя перегон от станции «Золотая Нива» протяжённостью 2,51 км, электродепо «Волочаевское» с двухпутной соединительной веткой длиной 1,21 км. Депо планируется построить в районе закрытой в 2015 году Гусинобродской барахолки, бывшей крупнейшим вещевым рынком Западной Сибири.
Однако 10 августа 2011 года вице-мэром Новосибирска Андреем Ксензовым было заявлено, что следующей (14-й) станцией в системе Новосибирского метрополитена станет станция Доватора, так как, по его словам:

«Пуск этой станции даст существенное развитие перевозок метрополитена, в отличие от Площади Станиславского».
Приступить к строительным работам на площадке станции, по словам вице-мэра Новосибирска Ксензова, планируется в период 2012—2014 годов, но это будет зависеть от того, будет ли профинансирован в 2013 году из федерального центра проект новой станции. В этом случае «Доватора» будет введена в 2016 году.
В ближайшее время по станции «Доватора» и «Волочаевскому» электродепо должна начаться разработка проектно-сметной документации. Ориентировочный срок начала строительных работ — 2012—2014 гг. По заявлению ряда чиновников, при их возведении «город рассчитывает на поддержку федерального бюджета», в 2013 году. Ожидается, что федеральный центр вложит в строительство станции 1 млрд 370 млн рублей. Такую же сумму готов вложить местный бюджет. В апреле 2012 года новый начальник МУП «УЗСПТС» А. Мысик добавил, что станция «Доватора» будет строиться открытым способом и будет иметь один вестибюль. Также известно, что длина тоннеля от «Золотой Нивы» до новой станции составит 2,05 км.
В октябре 2012 года губернатор Василий Юрченко на одной из пресс-конференций заявил, что власти планируют привлечь к достройке Дзержинской линии частных инвесторов. При этом он добавил, что «линию реально достроить за 2-2,5 года». Затраты на постройку двух станций и депо власти оценили в 10 млрд рублей.. Также местные чиновники рассматривают возможность привлечь к достройке Дзержинской линии строителей с Украины, либо из Германии. Переговоры с немецкой компанией должны состояться 4 ноября 2012 года. Также, по словам Юрченко, к продлению ветки проявляли интерес строители из Франции и Чехии.
Согласно проекту, участок от станции «Золотая Нива» до «Доватора» будет сооружаться закрытым способом. Станция будет размещена около торгового центра «Континент».
В июле 2013 г. государственная экспертиза наконец одобрила проект строительства в Новосибирске двух станций метрополитена на Дзержинской ветке. Об этом сегодня рассказал на встрече с журналистами мэр Новосибирска Владимир Городецкий. Уже в ближайшее время правительство НСО объявит конкурс на строительство новых станций. Как было объявлено ранее, инвесторы строительства двух станций Дзержинской линии «Волочаевская», «Гусинобродская» и метродепо построят объекты в рассрочку, а вложенные средства вернут в течение 5—7 лет после сдачи объекта. Инвестиции в строительство оцениваются в 10,5 миллиардов рублей.
На данный момент[когда?]

 готов проект наземного вестибюля станции. Ожидается, что станция будет колонной мелкого заложения. Автор проекта станции — «Новосибметропроект».

## Перспективы
В дальнейшей перспективе станция будет иметь пересадку на будущую Октябрьскую линию (см. старую схему развития 1996 года и более современную).
Также см. схему «Комплексное развитие общественного транспорта» (из Генерального плана Новосибирска до 2030 года).
В феврале 2019 года было объявлено о необходимости госэкспертизы актуализированного годом ранее проекта строительства с перспективой сдачи станций «Гусинобродская» и «Молодёжная» к Молодёжному чемпионату мира по хоккею 2023 года.